# Kebbi
Kebbi er en delstat i den nordvestlige del af Nigeria, grænsende til staterne Benin og Niger mod vest. Den var frem til 1991 en del af delstaten Sokoto men dannede derefter en selvstændig delstat.

## Geografi
Nigerfloden løber gennem den sydlige del af Kebbi, fra nordvest til sydøst. 
Kebbi grænser mod nord til delstaten Sokoto, mod syd til delstaten Niger, mod nordvest til republikken Niger, mod sydvest til Benin og mod øst til delstaten Zamfara.
Landbrug er hovederhverv, og de vigtigste produkter er jordnødder, bomuld og ris. Til lokalt forbrug avles også hirse, sorghum og løg. Husdyrhold er også vigtigt.

### Inddeling
Kebbi er inddelt i 21 Local Government Areas med navnene Aleiro, Arewa-Sandi, Argungu, Augie, Bagudo, Birnin-Kebbi, Bunza, Dandi, Fakai, Gwandu, Jega, Kalgo, Koko-Besse, Maiyama, Ngaski, Sakaba, Shanga, Suru, Wasagu-Danko, Yauri og Zuru.

## Eksterne kilder og henvisninger
1. ↑  nigerianstat.gov.ng (fra Wikidata).

- Om Kebbi på Store norske leksikon

11°30′N 4°0′Ø / 11.500°N 4.000°Ø